# Lee So-jung
Lee So-jung (hangul: 이소정; hanja: 李昭政; rr: I So-jeong; MR: Yi So-chŏng; Wonju, 3 de setembro de 1993), mais conhecida na carreira musical apenas como Sojung (hangul: 소정), é uma cantora e dançarina sul-coreana. Ela é popularmente conhecida por ser integrante do grupo feminino Ladies' Code. Iniciou sua carreira como solista em março de 2017 com o lançamento do single "Better Than Me".

## Biografia
Sojung nasceu em 3 de setembro de 1993 em Wonju, Changwon, na Coreia do Sul. Ela frequentou a Universidade Dankook, na qual se formou com especialização em música moderna.

## Carreira

### 2012–14: Início da carreira e acidente rodoviário
Em 2012, Sojung realizou uma audição para o programa de talentos The Voice of Korea, que teve seu primeiro episódio transmitido em 10 de fevereiro do mesmo ano. Para o programa, Sojung lançou diversas cancões, incluindo "2 Different Tears", uma versão cover da canção do grupo Wonder Girls, "Memory Loss (기억상실)" e "No More". Durante o episódio final do programa, exibido em 30 de março, Sojung foi anunciada como um dos ganhadoras do programa.
No ano seguinte, em fevereiro de 2013, Sojung confirmou que iria integrar a formação do grupo feminino Ladies' Code, sob o selo da gravadora Polaris Entertainment. Em 26 de fevereiro, o grupo lançou um videoclipe teaser para "Bad Girl (나쁜여자)", canção de estreia do grupo, estrelado por Sojung. O grupo lançou Code 01 Bad Girl, o extended play de estreia do Ladies' Code,, acompanhado pelo single "Bad Girl (나쁜여자)" e seu videoclipe oficial, em 7 de março. No mesmo ano, ela colaborou com o rapper San E para o lançamento da canção "Twisted (불편한 관계)", lançada em 27 de novembro.
Em 3 de setembro de 2014, o Ladies' Code, grupo que Sojung participa, se envolveu num acidente rodoviário enquanto retornava para o dormitório do grupo em Seul após participar do Open Concert para a KBS. EunB, colega de grupo de Sojung, foi declarada morta minutos depois. Sojung e Rise, também sua colega de grupo, sofreram ferimentos graves e foram levadas para a Universidade Católica da Coreia do Hospital São Vicente em Suwon. A situação de Sojung foi estabilizada, enquanto a condição de Rise se deteriorou e ela foi transferida para o Hospital Universitário de Ajou, onde acabou falecendo quatro dias depois, em 7 de setembro de 2014.
Enquanto Ashley e Zuny, as integrantes restantes que sofreram ferimentos leves, são liberadas do hospital e passam a se recuperar em suas respectivas casas em Incheon e Gwangju, Sojung é transferida para um hospital em Wonju, sua cidade natal. As três integrantes, retornam para o dormitório do grupo em 12 de novembro com Sojung ainda recebendo tratamento ambulatorial.
Durante esse período, o grupo alcançou grande sucesso em várias paradas musicais da Coreia do Sul, enquanto os fãs do grupo começaram a postar mensagens em comunidades online incentivando as pessoas a ouvirem a canção "I'm Fine Thank You", de seu extended play Code 02 Pretty Pretty. A canção acabou por atingir o topo de várias paradas musicais sul-coreanas em tempo real, incluindo Melon, Monkey3 e Genie, além de se classificar em terceira colocação na parada de singles da Gaon.

### 2015–presente: Retorno e lançamentos solos
Em 28 de maio de 2015, a Polaris Entertainment anunciou que o Ladies' Code iria retornar como um trio, através de seu concerto "I'm Fine, Thank You: Rise & EunB Memorial Concert" em 22 de agosto em Tóquio, no Japão. O concerto contou com apresentações de outros artistas da empresa, incluindo Kim Bum-soo e Rumble Fish, além de uma apresentação do grupo para "I'll Smile Even If It Hurts", composta por Sojung, sendo a primeira performance do Ladies' Code após o acidente. Em setembro de 2015, Sojung, juntamente de outros artistas da Polaris, lançaram uma versão cover para "I'm Fine Thank You ", homenageando EunB e Rise.
Sojung foi destaque em dois episódios do programa de talentos King of Mask Singer, em 28 de fevereiro. Para o programa, ela lançou as canções "Blue In You (그대안의 블루)", uma colaboração com Lee Tae-sung, e "If You Come Back (그대 돌아오면)", conseguindo um total de cinquenta e nove votos. Ela então lançou a canção "I Don't Want (바라지 않아)", um dueto com Jung Key, em 9 de junho. Ainda em 2016, Sojung se tornou concorrente no programa de competição Girl Spirit, que teve seu primeiro episódio exibido em 19 de julho pela JTBC.
Em maio de 2017, lançou "Better Than Me", sua canção de estreia como solista. Seu videoclipe, lançado em 4 de maio, é estrelado por Hyunjin, integrante do grupo feminino Loona. No mês seguinte, colaborou com o grupo Mind U para o lançamento do single "A Break Up Song", incluída no álbum de estúdio RE:Mine. Ela então lançou "Deep Inside (딥 인사이드)", colaboração com Jung Han-hae, em janeiro de 2018. Seu segundo retorno como solista ocorreu em 14 de março de 2018 com o lançamento do CD single "Stay Here", em conjunto do single homônimo e seu videoclipe, além de um vídeo musical para "Crystal Clear", outra faixa do álbum.

## Vida pessoal
Ao longo de sua carreira, Sojung sofreu problemas com anorexia. Durante uma entrevista concedida em 2016, ela mencionou que se sentia "gorda" em relação às outras integrantes do Ladies' Code e recorreu à uma dieta rígida, resultando na perda de 12 quilos. Ela também revelou que está sob aconselhamento médico e não possui mais anorexia.

## Discografia

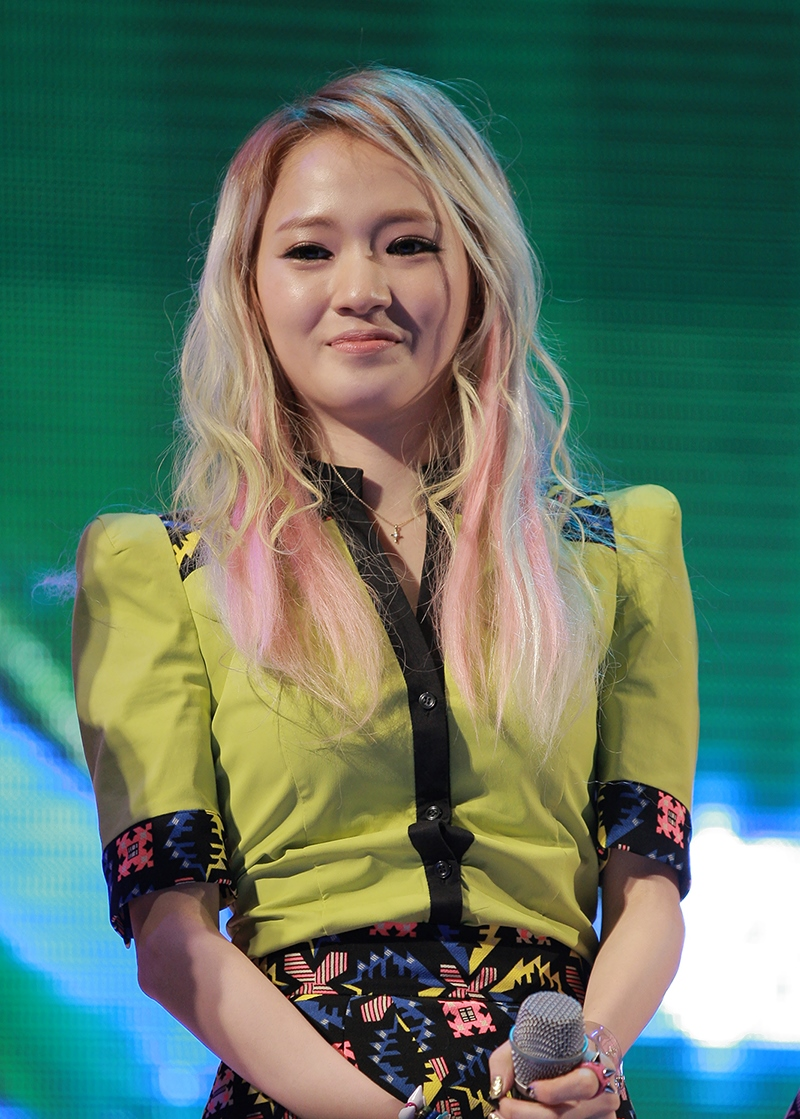
Sojung durante o Suwon Gymnasium, em 10 de novembro de 2013.

| Título                                        | Ano                    | Melhor posição nas paradas | Vendas (DL)            | Álbum                             |
| Título                                        | Ano                    | KOR                        | Vendas (DL)            | Álbum                             |
| Como artista principal                        | Como artista principal | Como artista principal     | Como artista principal | Como artista principal            |
| --------------------------------------------- | ---------------------- | -------------------------- | ---------------------- | --------------------------------- |
| "2 Different Tears"                           | 2012                   | —                          | —                      | The Voice of Korea Album Part. 02 |
| "In The Rain (빗속에서)"                      | 2012                   | —                          | —                      | The Voice of Korea Album Part. 04 |
| "Memory Loss (기억상실)"                      | 2012                   | —                          | —                      | The Voice of Korea Album Part. 05 |
| "No More"                                     | 2012                   | —                          | —                      | The Voice of Korea The Behind     |
| "Blue In You (그대안의 블루)"                 | 2016                   | —                          | —                      | King of Mask Singer Album         |
| "If You Come Back (그대 돌아오면)"            | 2016                   | —                          | —                      | King of Mask Singer Album         |
| "Better Than Me (우린 왜 이별 하는 걸까?)"    | 2017                   | 91                         | - KOR: 16,180+         | Lançamento único                  |
| "Stay Here (여기있어)"                        | 2018                   | 86                         | - KOR: 20,834+         | Stay Here                         |
| Colaborações                                  |                        |                            |                        |                                   |
| "Twisted (불편한 관계)" (com San E)           | 2013                   | —                          | —                      | Twisted                           |
| "I’m Fine Thank You" (com outros artistas)    | 2015                   | —                          | —                      | Lançamento único                  |
| "I Don't Want (바라지 않아)" (com Jung Key)   | 2016                   | 26                         | - KOR: 150,625+        | Lançamento único                  |
| "A Break Up Song" (com Mind U)                | 2017                   | —                          | —                      | RE:MIND                           |
| "Deep Inside (딥 인사이드) (com Jung Han-hae) | 2017                   | —                          | —                      | Deep Inside                       |

## Filmografia

### Programas de televisão
| Ano  | Título                       | Função      | Emissora | Notas                                                   |
| ---- | ---------------------------- | ----------- | -------- | ------------------------------------------------------- |
| 2012 | The Voice of Korea Season 01 | Concorrente | Mnet     | Terminou em 8º lugar                                    |
| 2013 | 1000 Song Challenge          | Convidada   | SBS      | Com Rise                                                |
| 2016 | King of Mask Singer          | Concorrente |          | Apresentada como Our Night Your Lose Yourself Beautiful |
| 2016 | Girl Spirit                  | Concorrente | JTBC     | Terminou em 5º lugar                                    |